# Âm nhạc thời kỳ Phục Hưng
Âm nhạc thời Phục Hưng là âm nhạc được viết tại Châu Âu trong thời kỳ Phục Hưng. Các nhà nhạc sử học – với những bất đồng đáng kể – đều thống nhất cho rằng thời kỳ này bắt đầu vào khoảng thế kỷ 15 với sự lụi tàn của thời kỳ Trung cổ, và kết thúc vào khoảng thế kỷ 17, với sự tiếp nối của giai đoạn âm nhạc Baroque, do đó trong những các hiểu khác, âm nhạc Phục Hưng đã bắt đầu manh nha trước thời kỳ Phục Hưng trong lịch sử khoảng một trăm năm. Cũng như những môn nghệ thuật khác, âm nhạc thời kỳ này chịu ảnh hưởng mạnh mẽ từ sự phát triển của giai đoạn lịch sử cận đại: sự nâng cao ý thức về quyền con người; sự phục hồi của văn chương và di sản nghệ thuật Hy Lạp và La Mã cổ đại; sự gia tăng của những cách tân và khám phá; sự phát triển của các tập đoàn thương mại; sự lớn mạnh của giai cấp tư sản; và phong trào Cải cách Kháng cách. Xã hội đầy biến động này làm nảy sinh một ngôn ngứ âm nhạc chung, thống nhất, chẳng hạn phong cách nhạc phức điệu của Trường nhạc Pháp-Flemish.
Sự phát triển của công nghệ in ấn tạo khả năng phân phối âm nhạc ở mức độ rộng. Nhu cầu về âm nhạc như một loại hình giải trí và như một hoạt động cho những người được đào tạo nghiệp dư tăng lên cùng với sự phát triển của giai cấp Tư sản. Sự phổ biến của các bản chanson, motet, mass trên toàn châu Âu tương đồng với sự hợp nhất của việc thực hành âm nhạc phức điệu theo phong cách lưu động lên tới đỉnh cao vào nửa sau thế kỷ 16, có thể thấy trong các tác phẩm của những nhà soạn nhạc như Palestrina, Lassus, và William Byrd. Sự ổn định tương đối về chính trị và phồn thịnh của các quốc gia vùng đất thấp (ngay nay thuộc Bỉ, Hà Lan, Luxembourg và miền Bắc Pháp và Tây Đức), cùng với một hệ thống giáo dục âm nhạc bùng nổ trong khu vực thuộc về rất nhiều nhà thờ thiên chúa và nhà thờ lớn, cho phép đào tạo hàng trăm ca sĩ và nhà soạn nhạc. Những nhạc sĩ này được mến mộ khắp châu Âu đặc biệt là ở Ý, nơi các nhà thờ và triều đình quý tộc thuê họ để soạn nhạc và giảng dạy. Vào cuối thế kỷ 17, nước Ý tiếp thu ảnh hưởng từ phương bắc, với Venezia, Roma, và các thành phố khác trở thành trung tâm của hoạt động âm nhạc, đảo ngược tình thế từ một trăm năm trước đó. Opera manh nha ra đời tại Firenze như một nỗ lực thận trọng để phục hồi lại âm nhạc Hy Lạp cổ đại.
Âm nhạc ngày càng thoát ra khỏi những ràng buộc thời trung cổ về âm vực, nhịp điệu, hoà âm, hình thức và ký âm, đã trở thành một phương tiện để thể hiện cảm xúc cá nhân. Các nhà soạn nhạc đã tìm ra nhiều cách khiến cho phần nhạc diễn cảm cho phần ca từ được phổ. Nhạc thế tục hấp thụ những kỹ thuật của nhạc tôn giáo và ngược lại. Các hình thức nhạc thế tục thông dụng như chanson và madrigal phổ biến trên toàn châu Âu. Các triều đình tuyển những bậc thầy biểu diễn, cả ca sĩ và nhạc sĩ. Lần đầu tiên âm nhạc trở nên độc lập, chỉ tồn tại vì chính nó mà thôi. Rất nhiều nhạc cụ quen thuộc ngày nay, kể cả violin, guitar, các nhạc cụ keyboard, được ra đời từ thời kỳ Phục Hưng. Trong thế kỷ 15 tiếng nói của bộ ba đủ trở nên phổ biến, và tới cuối thế kỷ 16 hệ thống các điệu nhạc nhà thờ bắt đầu sụp đổ hoàn toàn, mở đường cho khoá âm chức năng, cái sẽ thống trị nền âm nhạc nghệ thuật phương Tây trong suốt ba thế kỷ tiếp theo.
Từ thời kỳ Phục Hưng cả nhạc thế tục và nhạc tôn giáo tồn tại nhờ chất lượng và cả về thanh nhạc lẫn khí nhạc. Âm nhạc nở rộ vô cùng phong phú về phong cách và thể loại trong suốt thời kỳ này, và cho đến tận thế kỷ 21, chúng ta vẫn còn được nghe thấy từ các thu âm quảng cáo gồm có những khúc mass, motet, madrigal, chanson, những bài hát có lời, vũ điệu không lời và nhiều thể loại khác. Rất nhiều các đoàn ca nhạc chuyên nghiệp của thời kỳ này thực hiện các chuyến lưu diễn, thu âm, sử dụng nhiều phong cách diễn tấu khác nhau.

## Lịch sử phát triển
Chống lại những phức tạp của Ars nova, hầu hết các nhà soạn nhạc đầu thế kỉ 15 ưa thích phong cách âm nhạc đơn giản hơn với những giai điệu chảy trôi êm ả, những hòa âm nghe êm tai hơn và ít nhấn mạnh vào đối âm hơn. Nhà soạn nhạc người Anh John Dunstable là người đầu tiên đẩy mạnh việc hướng tới một phong cách đơn giản hơn. Những nét thanh nhã trong phong cách của ông sớm được các nhà soạn nhạc khác ở lục địa châu Âu tiếp thu, đặc biệt là những người phục vụ các công tước Bourgogne miền bắc nước Pháp. Những nhà soạn nhạc Bourgogne này nổi tiếng bởi những chanson trong đó một bè giọng thể hiện giai điệu chính và một hoặc hai bè khác đảm nhiệm vai trò phần đệm. Những người Bourgogne, đầu tiên là Machaut, cũng phát triển thông lệ sáng tác mass với các phần như một tổng thể hòa nhập. Kết quả là mass trở thành một thể loại bất hủ, về tầm vóc có thể sánh với các bản giao hưởng thế kỉ 19. Các mass sử dụng một bè cao nhất thường được dựa trên những chanson hay những giai điệu thế tục khác. Thực tế này phản ánh ảnh hưởng gia tăng của mối quan tâm đến mảng thế tục trong thời Phục Hưng.
Trong viết nhạc đối âm, những nhà soạn nhạc thời Phục hưng dựa nhiều vào việc mô phỏng, sự trình bày liên tiếp, gần gũi về khoảng cách trong một hay nhiều bè giọng có cùng ý đồ giai điệu. Kỹ thuật mô phỏng đã được sử dụng từ cuối thế kỉ 14 nhưng trong thời Phục hưng nó đã trở thành một yếu tố cấu trúc chính trong âm nhạc. Nếu một bè giọng bắt chước một bè giọng khác một cách nhất quán trong một khoảng cách thời gian dài vừa phải, hai bè giọng sẽ hình thành nên một luân khúc. Trong âm nhạc thời Phục hưng, những cặp bè giọng chuyển dịch trong một canon suốt cả tác phẩm hay một phần tác phẩm trong khi những mô phỏng ngắn hơn diễn ra trong những bè giọng khác.
Nhà soạn nhạc nhiều tài nhất đầu thời Phục hưng là Guillaume Dufay. Ông đã viết các motet có sự phức tạp gần với phong cách của ars nova cũng như các chanson theo một kiểu mới hơn và nhẹ nhàng hơn. Nhà soạn nhạc nổi bật về thể loại chanson là Gilles Binchois. Ảnh hưởng của những nhà soạn nhạc Bourgogne đến giữa thế kỉ 15 đã suy giảm. Từ khoảng năm 1450 đến khoảng 1550 hầu hết các chức vụ về âm nhạc quan trọng ở châu Âu do những nhà soạn nhạc sinh vào thời đó ở Hà Lan, Bỉ và những vùng của nước Pháp kề cận đó nắm giữ. Những nhà soạn nhạc này thường được gọi là người Hà Lan theo tên vùng đất quê hương họ.
Nói chung những người Hà Lan ưa thích kiểu âm thanh đồng nhất hơn, chẳng hạn như do một hợp xướng không nhạc đệm tạo ra. Kết cấu âm nhạc chiếm ưu thế của họ là đối âm với mọi bè giọng có tầm quan trọng ngang bằng. Các đặc trưng âm nhạc này tương phản với kiểu âm thanh Bourgogne điển hình, trong đó mỗi bè giọng có màu sắc riêng, chẳng hạn như một giọng solo được hai nhạc cụ solo khác đệm cho, và trong đó một giọng sẽ trội hơn các giọng khác.
Những người Hà Lan tiếp tục truyền thống Bourgogne về sáng tác chanson, motet và mass. Mặc dù nhiều tác phẩm mass xuất sắc được sáng tác vào cuối thế kỉ 15 và thế kỉ 16 nhưng thể loại mass khi đó không tạo ra một sự thách thức như nó đã từng làm đối với những nhà soạn nhạc Bourgogne. Các kỹ thuật cơ bản để thống nhất một bản mass toàn vẹn đã trở thành đặc tính chung của mọi nhà soạn nhạc, lời ca của mass, vẫn luôn giữ nguyên, khơi gợi ít kiểu phổ nhạc hơn. Phần lớn vì những lý do này, thể loại motet trở thành phương tiện biểu lộ để thử nghiệm. Lời ca, rút ra từ mọi phần của Kinh Thánh cũng như từ các nguồn khác, gợi ra cho các nhà soạn nhạc nhiều ý tưởng âm nhạc mang tính minh họa. Chanson của thế kỉ 16 đã xa rời hẳn vẻ hấp dẫn đơn giản của các bài tình ca Bourgogne. Chúng có xu hướng được đối âm tỉ mỉ hoặc là được rót đầy bằng các ngụ ý âm nhạc dí dỏm ám chỉ tiếng gọi chim, tiếng rao của những người bán dạo ngoài phố và tương tự thế. Các bản Chanson của các nhà soạn nhạc người Paris Claudin de Sermisy và Clément Janequin minh họa cho phong cách thứ hai.

## Đặc điểm chung
Một trong những đặc điểm dễ nhận thấy nhất của nghệ thuật âm nhạc châu Âu thời Phục Hưng là sự gia tăng mức độ sử dụng quãng ba (ở thời Trung cổ, các quãng ba bị coi là quãng nghịch). Nhạc phức điệu ngày càng trở nên trau chuốt hơn trong suốt thế kỷ 14, với các giọng mang tính độc lập cao: đầu thế kỷ 15 cho thấy sự đơn giản hoá, với các giọng thường thiên về tính uyển chuyển. Điều này có thể thực hiện được nhờ vào sự gia tăng đáng kể về âm vực trong âm nhạc – so với thời kỳ Trung Cổ, biên độ âm vực hẹp tạo ra sự tương phản lớn khi chuyển đoạn.
Các đặc tính về âm vực (trái với âm điệu) của âm nhạc thời kỳ Phục Hưng bắt đầu bị phá vỡ dần vào giai đoạn cuối bởi việc gia tăng sử dụng các quãng năm, cái sau này đã phát triển thành một trong những đặc tính về âm điệu.
Những đặc điểm cơ bản của Âm nhạc Phục Hưng là:
- Âm nhạc dựa trên các điệu.
- Kết cấu phong phú hơn từ bốn phần trở lên.
- Kết cấu âm nhạc thiên về hoà quyện hơn là tương phản.
- Hoà âm được chú trọng hơn với các dòng và chuỗi hợp âm.

Nhạc phức điệu là một trong những thay đổi tiêu biểu cho âm nhạc thời kỳ Phục Hưng. Nó có vai trò thúc đẩy việc sử dụng các dàn hợp tấu lớn hơn và đòi hỏi một dàn nhạc cụ có khả năng hoà quyện lẫn nhau trong toàn bộ biên độ âm vực.

## Thể loại
Các thể loại nhạc tôn giáo chủ yếu tồn tại qua suốt thời kỳ Phục Hưng là mass và motet, và một số thể loại khác được phát triển vào giai đoạn cuối, đặc biệt khi các nhà soạn nhạc lễ nghi bắt đầu áp dụng một số thể loại nhạc thế tục (chẳng hạn như madrigal) để thực hiện ý tưởng của riêng mình.
Các thể loại linh nhạc phổ biến bao gồm mass, motet, madrigali spirituali và laude.
Trong giai đoạn này, nhạc thế tục đã có những đóng góp lớn, với sự phát triển phong phú về thể loại. Nhưng cần cẩn trọng khi đánh giá về cái gọi là sự bùng nổ về tính đa dạng vì công nghệ in ấn được phát minh vào thời kỳ này vừa giúp cho sự truyền bá âm nhạc được rộng rãi hơn đồng thời giúp việc lưu giữ các bản nhạc thời kỳ này cũng trở nên dễ dàng hơn so với âm nhạc thời kỳ Trung cổ. Có thể nói phần lớn âm nhạc thời kỳ Trung cổ đã bị chôn vùi theo thời gian và vẫn là bí mật với nhân loại ngày nay. Nhạc thế tục thời kỳ Phục Hưng gồm có các ca khúc cho một hoặc nhiều giọng, chẳng hạn như ở các thể loại frottola, chanson và madrigal.
Nhạc thế tục là thể loại âm nhạc độc lập với các nhà thờ. Những phong cách chủ yếu có lied của Đức, frottola và madrigal của Ý, chanson của Pháp, và villancico của Tây Ban Nha. Các thể loại nhạc thế tục có lời bao gồm madrigal, frottola, caccia, chanson với hình thức rất phong phú (rondeau, virelai, bergerette, ballade, musique mesurée), canzonetta, villancico, villanella, villotta, và lute song. Một số hình thức kết hợp như motet-chanson và motet thế tục cũng xuất hiện.
Nhạc không lời thời kỳ này gồm có hợp tấu consort cho recorder và viol cùng một số nhạc cụ khác, vũ nhạc cho hợp tấu. Các thể loại phổ biến gồm toccata, prelude, ricercar, canzona, và intabulation (intavolatura, intabulierung). Hợp tấu vũ nhạc không lời có thể chơi bằng basse danse (hay bassedanza), pavane, galliard, allemande, hoặc courante.
Vào cuối thời kỳ này, một số thể loại tiền thân của opera cũng được biểu diễn như độc xướng, hài kịch madrigal và intermedio.

## Lý thuyết và ký âm
Theo Margaret Bent (1998), "Ký âm thời Phục Hưng nằm ngoài những quy tắc được sử dụng trong âm nhạc của chúng ta ngày nay; khi chuyển thể về hình thức hiện đại, nhạc luật ngày nay làm nó trở nên quá cụ tỉ và mất đi tính cởi mở ban đầu."

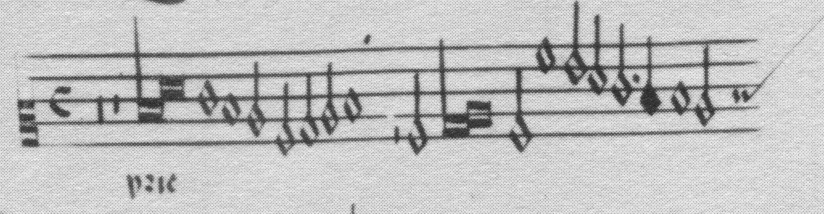
Kinh Thương Xót "Au travail suis" của Johannes Ockeghem

Các bản nhạc thời kỳ này chỉ được ký âm bằng những phần riêng lẻ; nhạc bè cực kỳ hiếm, và hoàn toàn không sử dụng khuông nhạc. Giá trị nốt thường lớn hơn các nốt nhạc sử dụng ngày nay; đơn vị của một nhịp chính là một nốt tròn (gấp đôi nốt trắng). Cũng như trong thời kỳ Ars Nova (xem lại Âm nhạc Hạ kỳ Trung cổ), hai hoặc ba nốt ngân (giá trị bằng 2 nốt tròn) cũng được sử dụng, có thể được xem như tương đương với "nhịp" ngày nay, mặc dù bản thân nốt nhạc có giá trị nốt, còn nhịp thì không. Hay nói các khác: cũng giống như quy tắc trong âm nhạc hiện đại một nốt đen sẽ tương đương với hai hoặc ba nốt móc, được biểu diễn bằng một nhóm ba. Tương tự thế, một nốt tròn ở thời kỳ này cũng có thể có giá trị băng hai hoặc ba lần nốt nhỏ hơn kế tiếp là nốt trắng.
Những phép hoán vị khác nhau được gọi là "tempus đủ hoặc thiếu" dựa trên mối quan hệ của dấu ngân-dấu tròn, "prolation đủ hoặc thiếu" dựa trên mối quan hệ của nốt tròn-nốt trắng, và tồn tạ trong mọi dạng kết hợp có thể có giữa chúng. 3/1 được coi là "đủ" và 2/1 được coi là "thiếu". Các quy tắc cũng áp dụng khi gấp đôi hoặc chia đôi giá trị một nốt đơn (lần lượt gọi là biến thiếu hay biến đủ) khi được đứng trước hay theo sau bởi các nốt nhất định. Các nốt đen, nốt móc... thường ít được sử dụng. Sự phát triển của phương pháp ký âm trắng này có thể là do việc sử dụng giấy trở nên phổ biến (thay cho giấy da cừu thời kỳ trước), vì giấy mỏng sẽ dễ bị rách khi tô đậm các nốt đen. Các màu khác sau này được tô vào các nốt cũng được sử dụng đều đặn, chủ yếu là để nhấn mạnh sự biến nốt thiếu hoặc đủ vừa nói ở trên và để đánh dấu sự thay đổi tạm thời về nhịp điệu.
Các ký âm ngẫu hứng (thăng giáng bất thường) không phải lúc nào cũng được chỉ rõ, phần nào cũng giống như đối với ký âm cho một số nhạc cụ ngón bấm (tablature hay gọi tắt là tab) ngày nay. Tuy nhiên các nhạc sĩ thời kỳ Phục Hưng phải được đào tạo bài bản về Dyadic counterpoint (hay nhạc phức điệu) thì mới có thể diễn tấu và cần một số thông tin nhất định để đọc được một bản nhạc phổ, "cái ký âm hiện đại đòi hỏi [các ký âm ngẫu hứng] phải hoàn toàn rõ ràng đối với một ca sĩ khi trình bày đối âm mà không cần đến chú thích ký âm." Một ca sĩ sẽ thể hiện phần của mình bằng cách tự định hình nhịp phách cho khớp với những phần khác, và khi biểu diễn cùng nhau các nhạc sĩ sẽ tránh những quãng tám và quãng năm hay quãng biến đủ song song dựa vào quyết định của những nhạc sĩ khác (Bent 1998).
Nhờ vào ký âm cho những nhạc cụ phím bấm ngày nay mà chúng ta có thể hình dung ra đáng kể về việc sử dụng các ký âm ngẫu hứng bởi những người chơi nhạc thời kỳ này.
Để tìm hiểu thêm về lý thuyết âm nhạc Phục Hưng có thể đọc thêm về: Johannes Tinctoris, Franchinus Gaffurius, Heinrich Glarean, Pietro Aron, Nicola Vicentino, Tomás de Santa María, Gioseffo Zarlino, Vicente Lusitano, Vincenzo Galilei, Giovanni Artusi, Johannes Nucius, và Pietro Cerone.

## Các trường phái âm nhạc
Các trường phái âm nhạc thời phục hưng gồm các trường phái là Burgundian School, English Madrigal School, Franco-Flemish School, Notre Dame school, Roman School, Venetian School
| Tên trường phái         | Đặc điểm |
| ----------------------- | --- |
| Burgundian School       | Trường Burgundian là một nhóm các nhà soạn nhạc hoạt động trong thế kỷ 15 mà bây giờ là miền Bắc và miền Đông nước Pháp, Bỉ và Hà Lan; các hình thức chính vẫn là nhạc thế tục và nhạc tôn giáo |
| English Madrigal School | Trường English Madrigal phát triển thể loại Madrigal đặc trưng theo phong cách Anh |
| Franco-Flemish School   | Trường Franco-Flemish là một nhóm các nhà soạn nhạc hoạt động ở khu vực Hà Lan và các vùng lân cận                                                                                              |
| Notre Dame school       | Trường Notre Dame là một nhóm các nhà soạn nhạc hoạt động tại khu vực Nhà thờ Đức Bà Paris |
| Roman School            | Trường La Mã là một nhóm các nhà soạn nhạc hoạt động chủ yếu ở Roma |
| Venetian School         | Trường Venatian là một nhóm các nhà soạn nhạc hoạt động tại Venezia |

Ngoài ra còn có các nhà soạn nhạc hoạt động ở Đức, Bồ Đào Nha, Tây Ban Nha, Cộng hòa Séc, Scotland, Đan Mạch, Wales, Hungary, Thụy Sĩ, Slovenia, Croatia, Hy Lạp và khu vực Ba Lan.

## Các hình thức

### Âm nhạc nhà thờ
Âm nhạc nhà thờ thời kỳ Phục hưng là sự phát triển tự nhiên của thể loại bình ca. Dạng nhạc phức điệu 2 bè đơn giản cuối thời Trung cổ được mở rộng thành phức điệu 4 bè, trong đó mỗi bè đều quan trọng như nhau. Hình thức mới này được gọi là motet. Trái với thời Trung cổ, trong giai đoạn này âm nhạc được chú trọng hơn lời ca. Josquin des Prez và Giovanni Palestrina là hai nhạc sĩ nổi tiếng nhất của thời kỳ Phục hưng về thể loại motet.
Trong giai đoạn này, âm nhạc bắt đầu trở nên hoa mỹ hơn. Những bản lễ ca (messe) và motet trở nên tinh vi, phức tạp hơn. Nhiều loại giọng được đưa vào, các chương nhạc trở nên dài hơn và cầu kỳ hơn. Các nhạc sĩ bắt đầu thích thể hiện phong cách hơn là truyền tải các thông điệp tôn giáo. Những vị lãnh đạo nhà thờ bắt đầu lo ngại thính giả sẽ không hiểu được tầm quan trọng của lời ca, và tại Hội đồng tôn giáo, họ đề nghị âm nhạc nhà thờ phải dùng để minh họa cho lời ca. Điều này đánh dấu cho sự khởi đầu của cấu trúc hài hòa giữa lời ca và giai điệu.

### Khí nhạc
Trong thời kỳ Phục hưng, các nhạc sĩ bắt đầu viết phức điệu cho nhạc cụ trình diễn. Những bài phức điệu này thường dành cho các vũ hội trong dinh cơ của tầng lớp quý tộc. Ống tiêu (recorder) và đàn lute là 2 nhạc cụ thông dụng nhất. Ống tiêu và đàn viol đủ kích cỡ diễn tấu thành từng nhóm gọi là consort. Những nhạc cụ khác của thời Phục hưng là đàn lute, kèn shawm, krummhorn, kèn trumpet và trombone loại nhỏ. Ngoài ra, nhạc cụ thường dùng để đệm cho người hát. Nhạc sĩ Joan Ambrosia Dalza đã viết 3 vũ khúc rất nổi tiếng, đó là Tasta la corde, Ricercar, và Calata.
Thế kỷ 16 và đầu thế kỷ 17 chứng kiến sự cải tiến liên tục của nhiều loại nhạc cụ. Lỗ khoan nhạc cụ hơi được thiết kế lại để mở rộng phạm vi và cải thiện chất lượng âm thanh của chúng.
Thời kỳ Phục hưng cũng như tên gọi của nó là một giai đoạn đổi mới, sáng chế và trẻ hóa của cả âm nhạc và nhạc cụ.

## Các nhạc cụ
| Bộ      | Nhạc cụ                                                                     |
| ------- | --------------------------------------------------------------------------- |
| Bộ dây  | Viol, Lyre, Irish Harp, Hurdy gurdy, Cittern, Lute, Harpsichord, Virginals  |
| Bộ gỗ   | Shawm, Reed pipe, Hornpipe, Bagpipes, Pan flute, Transverse flute, Recorder |
| Bộ đồng | Slide trumpet, Cornett, Trumpet, Sackbut                                    |
| Bộ gõ   | Tambourine, Jew's harp                                                      |

### Burgundian School
- Craig Wright, "Burgundy", in The New Grove Dictionary of Music and Musicians, ed. Stanley Sadie. 20 vol. London, Macmillan Publishers Ltd., 1980. ISBN 1-56159-174-2
- Gustave Reese, Music in the Renaissance. New York, W.W. Norton & Co., 1954. ISBN 0-393-09530-4
- Harold Gleason and Warren Becker, Music in the Middle Ages and Renaissance (Music Literature Outlines Series I). Bloomington, Indiana. Frangipani Press, 1986. ISBN 0-89917-034-X
- Walter H. Kemp, Burgundian Court Song in the Time of Binchois: The Anonymous Chansons of El Escorial, MS V.III.24. Oxford, Clarendon Press. 1990.

### English Madrigal School
- The Oxford Book of English Madrigals, ed. Philip Ledger. Oxford University Press, Oxford, England, 1978. ISBN 0-19-343664-7 (Issued with recordings of 38 of these madrigals by Pro Cantione Antiqua (augmented) under Philip Ledger - OUP 151/2)

### Franco-Flemish School
- The New Harvard Dictionary of Music.
- A History of Music and Musical Style, by Homer Ulrich & Paul Pisk (1963). New York: Harcourt Brace Jovanoich. ISBN 0-15-537720-5.

### Notre Dame school
- History of Music at Notre-Dame de Paris (bằng tiếng Pháp) Lưu trữ ngày 6 tháng 9 năm 2011 tại Wayback Machine
- Hoppin, Richard H. Medieval Music. New York, W.W. Norton & Co., 1978. (ISBN 0-393-09090-6)
- Gleason, Harold and Becker, Warren. Music in the Middle Ages and Renaissance (Music Literature Outlines Series I). Bloomington, Indiana. Frangipani Press, 1986. (ISBN 0-89917-034-X)
- "Notre Dame School," "Organum," "Léonin," "Pérotin," in Sadie, Stanley ed. The New Grove Dictionary of Music and Musicians. 20 vol. London, Macmillan Publishers Ltd., 1980. (ISBN 1-56159-174-2)

### Roman School
- Various articles, including "Rome" and articles on the individual composers, in The New Grove Dictionary of Music and Musicians, ed. Stanley Sadie. 20 vol. London, Macmillan Publishers Ltd., 1980. ISBN 1-56159-174-2
- Gustave Reese, Music in the Renaissance. New York, W.W. Norton & Co., 1954. ISBN 0-393-09530-4
- Manfred Bukofzer, Music in the Baroque Era. New York, W.W. Norton & Co., 1947. ISBN 0-393-09745-5
- Harold Gleason and Warren Becker, Music in the Middle Ages and Renaissance (Music Literature Outlines Series I). Bloomington, Indiana. Frangipani Press, 1986. ISBN 0-89917-034-X
- Lamla, Michael: Kanonkünste im barocken Italien, insbesondere in Rom, Berlin 2003, ISBN 3-89825-556-5

### Venetian School
- Various articles, including "Venice," in The New Grove Dictionary of Music and Musicians, ed. Stanley Sadie. 20 vol. London, Macmillan Publishers Ltd., 1980. ISBN 1-56159-174-2
- Gustave Reese, Music in the Renaissance. New York, W.W. Norton & Co., 1954. ISBN 0-393-09530-4
- Manfred Bukofzer, Music in the Baroque Era. New York, W.W. Norton & Co., 1947. ISBN 0-393-09745-5
- Harold Gleason and Warren Becker, Music in the Middle Ages and Renaissance (Music Literature Outlines Series I). Bloomington, Indiana. Frangipani Press, 1986. ISBN 0-89917-034-X
- Eleanor Selfridge-Field, Venetian Instrumental Music, from Gabrieli to Vivaldi. New York, Dover Publications, 1994. ISBN 0-486-28151-5
- Denis Arnold, Monteverdi. London, J.M. Dent & Sons Ltd, 1975. ISBN 0-460-03155-4
- Blanche Gangwere, Music History During the Renaissance Period, 1520–1550. Westport, Connecticut, Praeger Publishers. 2004

### Thời Hiện đại
- City of Lincoln Waites Lưu trữ ngày 14 tháng 4 năm 2009 tại Wayback Machine The Mayor of Lincoln's Own Band of Musick
- Pantagruel – A Renaissance Musicke Ensemble
- Stella Fortuna: Medieval Minstrels (1370) Lưu trữ ngày 1 tháng 6 năm 2007 tại Wayback Machine from Ye Compaynye of Cheualrye Re-enactment Society. Photos and Audio Download.
- The Waits Website – Renaissance Civic Bands of Europe
- Ensemble Feria VI – Six voices and a viola da gamba